# رضا زنگی‌آبادی
رضا زنگی‌آبادی (۱۳۴۷) نویسنده ایرانی است.
داستان کوتاهی از او با نام قبل از تحویل سال برگزیده دوره سوم جایزه هوشنگ گلشیری در سال ۱۳۸۱ شده‌است.
از رمان «شکار کبک» او در دوازدهمین دورهٔ جایزه هوشنگ گلشیری که سال ۱۳۹۱ برگزار شد، تقدیر به عمل آمد.
او ابتدا به سینما و نوشتن فیلم‌نامه علاقه داشت سپس به نوشتن داستان روی آورد.
وی دبیر انجمن داستان کرمان و عضو هیئت تحریریه فصلنامه ادبی خوانش است.
رضا زنگی‌آبادی عضو هیئت داوران دومین دوره جایزه احمد محمود است.